# 盧宗燦
盧宗燦（韓語：윤창범，1975年12月2日—），韓國電視劇導演。

## 作品列表

### 電視劇
- 2008年：MBC《你是誰》
- 2010年：MBC《個人取向》
- 2011年：JTBC《仁粹大妃》
- 2013年：JTBC《宮中殘酷史－花的戰爭》
- 2018年：JTBC《先熱情的打掃吧》
- 2021年：JTBC《IDOL：The Coup》

## 外部連結
- NAVER